# James Hutton
James Hutton (Edinburgh, 1726. június 3. – Edinburgh, 1797. március 26.) skót geológus, természettudós, kémikus, kísérleti gazdálkodó.

## Életpályája
Szülővárosában és a leideni egyetemen tanult orvostudományt, később a geológiának szentelte magát. Az úgynevezett plutonikus iskola megalapítója a geológiában.
Másik korszakos eredményeként ő fogalmazta meg az uniformitarizmus elvét, kimondva, hogy az azonos folyamatok mindig ugyanolyan kőzeteket hoznak létre. Felismerte, hogy a hegységek folyamatosan lepusztulnak, és a törmelékből új kőzetek képződnek, amelyek később ismét hegységeket formálhatnak. Ebből arra következtetett, hogy a múltban ugyanolyan erőknek kellett működniük, mint napjainkban. Követői e folyamatok sebességét megfigyelve meg tudták becsülni a Föld korát, és arra a korábbi, főként a Biblián alapuló számításoknál nagyságrendekkel nagyobb (a valóságnál azonban nagyságrendekkel kisebb) időtartamot kaptak.

## Főbb művei
- Theory of the earth (Edinburgh, 1796, 2 köt.)
- Considerations on the nature, quality and distinctions of coal and culm (1777)
- On the philosophy of light, heat and fire (Edinburgh, 1794).